# Max Snegirjow
Maxim „Max“ Sergejewitsch Snegirjow, auch Max Snegirev, (russisch Максим "Макс" Серге́евич Снегирёв; * 12. Juni 1987 in Moskau) ist ein russischer Automobilrennfahrer. Er startete 2012 und 2013 in der Auto GP.

## Karriere
Snegirjows Motorsportkarriere im Formelsport begann 2007 in der Formel Palmer Audi. Er beendete die Saison auf dem 19. Platz und wurde Zwölfter in der anschließenden Herbstmeisterschaft. 2008 bestritt Snegirjow seine zweite Saison in der Formel Palmer Audi und verbesserte sich auf den elften Gesamtrang und den zehnten Platz in der Herbstmeisterschaft. Darüber hinaus trat er in der Winterserie der britischen Formel Renault an und wurde 22.
2009 wechselte Snegirjow in die britische Formel-3-Meisterschaft zum Team West-Tec. Er nahm an acht von zehn Rennwochenenden teil und belegte den vierten Platz in der nationalen Klasse. Darüber hinaus nahm er an zwei Rennen der britischen Formel Renault und einem Rennen der Formel Palmer Audi teil. 2010 bestritt Snegirjow seine zweite Saison in der britischen Formel-3-Meisterschaft für Fortec Motorsport. Mit einem Punkt beendete er die Saison als schlechtester Pilot seines Teams auf dem 18. Platz in der Meisterschaftswertung. Außerdem nahm er an den letzten zwei Rennwochenenden der Formel Palmer Audi teil. Dabei gewann er ein Rennen und schloss die Saison auf dem 13. Gesamtrang ab.
2011 ging Snegirjow in der FIA-Formel-2-Meisterschaft an den Start. Mit zwei siebten Plätzen als beste Ergebnisse schloss er die Saison auf dem 18. Platz ab. Außerdem nahm er in dieser Saison für Hitech Racing an drei Rennwochenende der britischen Formel-3-Meisterschaft teil. 2012 wechselte Snegirjow zu Campos Racing in die Auto GP World Series. Mit zwei sechsten Plätzen als besten Resultaten beendete er die Saison auf dem 13. Gesamtrang. Darüber hinaus kehrte er zum zweiten Rennwochenende in die Formel 2 zurück. Mit einem siebten Platz als bestem Ergebnis wurde er 15. in der Meisterschaft. 2013 wechselte Snegirjow innerhalb der Auto GP zu Virtuosi Racing UK. Ein fünfter Platz war sein bestes Resultat. Er erreichte den 13. Gesamtrang und unterlag damit intern Andrea Roda.

## Karrierestationen
| - 2007: Formel Palmer Audi (Platz 19) - 2007: Formel Palmer Audi, Herbstserie (Platz 12) - 2008: Formel Palmer Audi (Platz 11) - 2008: Formel Palmer Audi, Herbstserie (Platz 10) - 2008: Britische Formel Renault, Winterserie (Platz 22) | - 2009: Britische Formel 3, national (Platz 4) - 2009: Britische Formel Renault (Platz 32) - 2009: Formel Palmer Audi - 2010: Britische Formel 3 (Platz 18) - 2010: Formel Palmer Audi (Platz 13) | - 2011: Formel 2 (Platz 18) - 2011: Britische Formel 3 (Platz 24) - 2012: Auto GP (Platz 13) - 2012: Formel 2 (Platz 15) - 2013: Auto GP (Platz 13) |